# Артеменко, Александр Захарович
Александр Захарович Артеменко (1884 — 1939) — участник Первой мировой войны и Гражданской войны. Дважды кавалер ордена Красного Знамени.

## Биография
Родился в 1884 году в селе Андреевка, Змиевской уезд, Харьковская губерния в крестьянской семье. Подучил низшее образование.
С 1896 года по 1905 год работал батраком в родном селе. В императорской армии с 1906 по 1908 годы. С 1908 года по 1914 год был работником на серебряном заводе Алигирского общества во Владикавказе. С началом Первой мировой войны вновь в императорской армии, старший фейерверкер. С 1917 года служил в Тифлисе, затем в Баку.
В январе 1918 года был назначен уполномоченным исполкома Бакинского совета, председатель военного отдела исполкома  Бакинского совета и комиссар Баладжарского железнодорожного узла. В сентябре того же года вступил в ряды Красной армии. В 1919 году вступил в РКП(б).
После окончания гражданской войны, был командиром и военным комиссаром бронепоезда № 91 «Вся власть Советам». Демобилизовался в 1922 году. После демобилизации, работал в административно-хозяйственной сфере на Северном Кавказе. В апреле 1926 года стал персональным пенсионером.
Скончался в 1939 году.

## Награды
- Орден Красного Знамени (16 октября 1923 — № 8424)[1];
- Орден Красного Знамени (26 ноября 1920)[1][2].